# Roberto Fernández Bonillo
Roberto Fernández Bonillo (Betxí, 1962. július 5. –) Európa-bajnoki ezüstérmes spanyol válogatott labdarúgó, edző.

## Pályafutása

### Klubcsapatban
Betxíben született, Castellón tartományban. Pályafutását a Villarreal utánpótlásában kezdte, majd 1979-ben a másodosztályú Castellón csapatához igazolt. Két évvel később a Valencia szerződtette, ahol 1981 és 1986 között játszott. Az 1985–86-os szezon végén a Valencia kiesett az első osztályból, Fernández pedig távozott és a Barcelonához igazolt. Első idényében 40 mérkőzés alatt 10 alkalommal volt eredményes. A spanyol kupát kétszer, a KEK-serlegét pedig egyszer sikerült megnyernie csapatával. 1990-ben visszatért a Valenciához, ahol öt éven keresztül játszott. Ezt követően 1995 és 1999 között a Villarreal, majd 1999 és 2001 között a Córdoba játékosa volt.

### A válogatottban
1982 és 1991 között 29 alkalommal szerepelt a spanyol válogatottban és 1 gólt szerzett. Egy Izland elleni Eb-selejtező alkalmával mutatkozott be 1982. október 27-én, amely 1–0-ás hazai győzelemmel zárult. Részt vett az 1984-es Európa-bajnokságon és az 1990-es világbajnokságon.

#### Gólja a válogatottban
| #  | Dátum              | Helyszín             | Ellenfél      | Eredmény | Eredmény | Végeredmény          |
| -- | ------------------ | -------------------- | ------------- | -------- | -------- | -------------------- |
| 1. | 1990. november 14. | Prága, Csehszlovákia | Csehszlovákia | 1–1      | 3–2      | 1992-es Eb-selejtező |

## Sikerei, díjai
CD Castellón
- Spanyol bajnok (másodosztály) (1): 1980–81

FC Barcelona
- Spanyol kupagyőztes (2): 1987–88, 1989–90
- KEK-győztes (1): 1988–89

Spanyolország
- Európa-bajnoki döntős (1): 1984

## Külső hivatkozások
- Roberto Fernández Bonillo adatlapja a National-Football-Teams.com oldalon (angolul)

- Roberto Fernández Bonillo (angol nyelven). eu-football.info
- Roberto Fernández Bonillo (játékos profil) (angol, katalán, spanyol nyelven). BDFutbol.com
- Roberto Fernández Bonillo (edző profil) (angol, katalán, spanyol nyelven). BDFutbol.com
- Roberto Fernández Bonillo (német nyelven). kicker.de
- Roberto Fernández Bonillo adatlapja a worldfootball.net oldalon (angolul)